# Principe de légalité en droit pénal
En droit pénal, le principe de légalité des délits et des peines dispose qu'on ne peut être condamné pénalement qu'en vertu d'un texte pénal précis et clair (en latin, Nullum crimen, nulla pœna sine lege, c'est-à-dire « [il n'y a] aucun crime, aucune peine, sans loi »). Ce principe a été notamment développé par le pénaliste italien Cesare Beccaria au XVIIIe siècle.

## Droit par pays

### Allemagne
En Allemagne, l'article 103, al. 2 de la Loi fondamentale dispose : « Un acte n'est passible d'une peine que s'il était punissable selon la loi en vigueur avant qu'il ait été commis ».

### Belgique
Les articles 12 à 14bis de la Constitution belge, faisant partie du titre II « Des Belges et de leurs droits », disposent comme suit :
- Article 12.
La liberté individuelle est garantie.
Nul ne peut être poursuivi que dans les cas prévus par la loi, et dans la forme qu'elle prescrit.
Hors le cas de flagrant délit, nul ne peut être arrêté qu'en vertu d'une ordonnance motivée du juge qui doit être signifiée au plus tard dans les quarante-huit heures de la privation de liberté et ne peut emporter qu'une mise en détention préventive.
- Article 13.
Nul ne peut être distrait, contre son gré, du juge que la loi lui assigne.
- Article 14.
Nulle peine ne peut être établie ni appliquée qu'en vertu de la loi.
- Article 14bis.
La peine de mort est abolie.

De plus, la disposition suivante est de jurisprudence constante en Belgique :
- Nulle peine ne peut être établie ni appliquée qu'en vertu d'une loi en vigueur au moment où l'acte punissable a été commis ; toutefois, en cas de modification ultérieure de la loi, le juge peut appliquer la peine la moins sévère.

### Canada
Au Canada, on retrouve le principe de légalité en droit pénal à l'article 9 du Code criminel, qui énonce que les infractions criminelles doivent tomber sous le coup de la loi canadienne et que nul ne peut être déclaré coupable d'une infraction criminelle de common law.
Le principe de légalité est également mentionné à l'article 11g) de la Charte canadienne des droits et libertés : « Tout inculpé a le droit de ne pas être déclaré coupable en raison d’une action ou d’une omission qui, au moment où elle est survenue, ne constituait pas une infraction d’après le droit interne du Canada [...] ». La fin de l'article 11 g) de la Charte canadienne fait cependant une exception pour les crimes reconnus unanimement par le droit international comme le génocide et les crimes contre l'humanité.
Le Canada a toutefois conservé l'outrage au tribunal comme seule véritable exception à la codification des infractions pénales.

### États-Unis
Aux États-Unis , le Ve amendement à la Constitution de 1787 pose la notion de due process (une procédure est exigée) : « Nul ne pourra, dans une affaire criminelle, être obligé de témoigner contre lui-même, ni être privé de sa vie, de sa liberté ou de ses biens sans procédure légale régulière ».
L'interdiction des lois pénales rétroactives est prévue à l'article I, section 10, alinéa 1.
Les infractions de common law sont inconstitutionnelles au niveau de l'État fédéral (arrêt United States v. Hudson and Goodwin), mais elles subsistent dans les États des États-Unis, à des degrés variables.

### France
En France, l'article 8 de la Déclaration des droits de l'homme et du citoyen (reconnue dans le préambule de la Constitution de 1958 et dotée avec lui de la valeur constitutionnelle par la décision Liberté d'association du Conseil constitutionnel en 1971) dispose : « Nul ne peut être puni qu'en vertu d'une loi établie et promulguée antérieurement au délit, et légalement appliquée. »

### Suisse
L'article 1 du Code pénal suisse prévoit : « Une peine ou une mesure ne peuvent être prononcées qu’en raison d’un acte expressément réprimé par la loi ».
Un acte « illégal » peut être « licite » en Suisse s'il existe un fait justificatif, tel que légitime défense ou l'état de nécessité.

## Rejet partiel ou total de la codification du droit pénal dans certains pays
Dans certains pays de common law, il existe des infractions pénales de common law car le législateur n'a pas entièrement codifié son droit pénal. L'absence de codification est totale au Royaume-Uni et en Irlande, tandis qu'elle est est partielle dans les États des États-Unis. Dans d'autres pays de common law comme le Canada et la Nouvelle-Zélande, les  infractions  de common law ont été abolies.